# فتاوى الرشيدية
فتاوى الرشيدية هي مجموعة من الأحكام الشرعية الإسلامية (الفتاوى) كتبها العالم الهندي رشيد أحمد غانغوهي في أواخر القرن التاسع عشر. ويحتوي على أكثر من 2000 فتوى في مواضيع مختلفة تتعلق بالعقائد والممارسات والعادات الإسلامية، وكان له دور مهم في استئصال البدع الباطلة والعادات غير الإسلامية من المجتمع الإسلامي. كانت هذه المجموعة هي الأولى من نوعها لأي باحث في مدرسة ديوبندي الفكرية، وتعتبر عملاً مهمًا في تاريخ الدراسات الإسلامية في شبه القارة الهندية. نُشر العمل في الأصل في ثلاثة أجزاء منفصلة، ولكن دُمج منذ ذلك الحين في مجلد واحد. كُتبَت الفتاوى أثناء فترة تولي رشيد أحمد جانجوهي منصب المفتي لدار العلوم ديوبند، وهي مدرسة إسلامية بارزة في شمال الهند، وتغطي مجموعة واسعة من المواضيع بما في ذلك المعتقدات الدينية والطقوس والعادات والقضايا الاجتماعية. وقد كُتبت الفتاوى بأسلوب موجز ومباشر، دون الخوض في مناقشات تفصيلية أو الإشارة إلى آراء علماء المسلمين الآخرين. كان الكتاب مصدرًا قيمًا للتوجيه القانوني الإسلامي للمسلمين في شبه القارة الهندية وخارجها، ولا يزال العلماء وطلاب الشريعة الإسلامية يدرسونه ويشيرون إليه.

## الخلفية
الفتوى هي رأي أو حكم شرعي يصدره مرجع إسلامي معترف به في قضية أو مسألة معينة. يعود مفهوم الفتوى إلى الأيام الأولى للإسلام عندما كان المسلمون يطلبون التوجيه من قادتهم الدينيين في مختلف الأمور. وفي السياق الهندي، لعبت دار العلوم ديوبند دورًا بارزًا في تطوير ونشر الفقه الإسلامي وإصدار الفتاوى.
دار العلوم ديوبند هي مدرسة إسلامية بارزة تقع في مدينة ديوبند، الهند. تأسست عام 1866 على يد مجموعة من العلماء المسلمين الذين كانوا مهتمين بانتشار التعليم والثقافة الغربية في الهند. وأرادوا إنشاء مؤسسة إسلامية تقليدية لمواجهتها. وقد أنتجت المؤسسة العديد من العلماء المؤثرين الذين ساهموا بشكل كبير في الفقه الإسلامي، بما في ذلك إصدار الفتاوى. ومن بين هؤلاء العلماء رشيد أحمد جانجوهي.
كان رشيد أحمد غنجوهي يُعتبر خبيرًا في الفقه (الفقه الإسلامي) من معاصريه والعلماء اللاحقين. وكان بارعًا في كتابة الفتاوى، ويتلقى الاستفسارات من الناس حتى من خارج البلاد. وكان ماهرًا في الفقه وكتابة الفتاوى حتى أن محمد قاسم النانوتوي ودار العلوم ديوبند أشارا إليه في كثير من المسائل. أطلق عليه أنور شاه كشميري، وهو عالم إسلامي بارز، لقب فقيه النفس واعتبره متفوقًا حتى على ابن عابدين، مؤلف التعليق الشهير على رد المحتار. وقال الكشميري إنه لم ير أحدًا يُضاهي غنجوهي في الفقه خلال القرن الماضي بين مجموعة العلماء المؤهلين. اعترض غنجوهي على العيوب الداخلية للمسلمين، وكبح جماح العادات والمعتقدات الشركية التي تسللت إلى المسلمين، وناضل من أجل استعادة مجد المسلمين السابقين من خلال فتاواه.

## طالع أيضًا
- الفقه الديوبندي
- فتاوى دار العلوم ديوبند
- المهند على المفنّد

## روابط خارجية
- الفتاوى الرشيدية في أرشيف الإنترنت